# Buśnia
Buśnia (niem. Buschin) – wieś kociewska w Polsce położona w województwie kujawsko-pomorskim, w powiecie świeckim, w gminie Warlubie. Wieś jest siedzibą sołectwa Buśnia, w którego skład wchodzi również osada Górna Buśnia. Według Narodowego Spisu Powszechnego (III 2011 r.) liczyła 153 mieszkańców. Jest jedenastą co do wielkości miejscowością gminy Warlubie.
| SIMC    | Nazwa        | Rodzaj    |
| ------- | ------------ | --------- |
| 0099062 | Górna Buśnia | część wsi |

W latach 1975–1998 miejscowość administracyjnie należała do województwa bydgoskiego.

## Zabytki
- Stary młyn wodny na rzece Mątawie

## Urodzeni w Buśni
- Antoni Czortek – polski bokser, wicemistrz Europy, olimpijczyk[6].